# Niurka Montalvová
Niurka Montalvo Amaro (* 4. června 1968 Havana) je bývalá kubánská a později španělská atletka, jejíž specializací byl trojskok a především skok daleký.
V roce 1995 získala na mistrovství světa v Göteborgu stříbrnou medaili v soutěži dálkařek. O čtyři později už jako reprezentantka Španělska se v Seville stala mistryní světa v této disciplíně v osobním rekordu 706 cm. Další dvě, tentokrát bronzové, medaile ve skoku dalekém vybojovala v roce 2001 – nejprve na světovém šampionátu v hale a v léte na mistrovství světa v Edmontonu.